# Lola T210
La Lola T210 è una vettura da competizione del tipo sportprototipo costruita dalla Lola Racing Cars nel 1970.

## Storia
La scocca e la carrozzeria erano realizzate in alluminio, con all'anteriore una sospensione a doppio braccio oscillante direttamente collegata alla monoscocca. La parte posteriore dell'auto aveva un telaio in acciaio per ospitare il motore, il cambio e le sospensioni.
A spingere la vettura c'era il Cosworth FVC da 1,8 litri che aveva metà del blocco motore derivato da quello della Cosworth DFV e sviluppava 180 kW (245 CV). Lola produsse un totale di 16 telai, la maggior parte dei quali sono stati venduti a scuderie private.
La T210 in 139 gare tra il 1970 e il 1975, ottenne 29 vittorie complessive e sette di classe. La T210 fece il suo debutto alla 300 km del Paul Ricard nel 1970, la prima gara del campionato europeo di auto sportive, con alla guida Jo Bonnier, che concluse la gara al secondo posto assoluto a tre giri dietro al vincitore Brian Redman su una Chevron B16.  Jo Bonnier conquistò anche la prima vittoria in gara per la T210, vincendo la Silverstone International nel 1970. A fine stagione, Bonnier vinse la prima edizione del campionato europeo di auto sportive con due T210.
Un gran numero di piloti guidò la T210. Tra questi vi furono Ronnie Peterson che la guidò nel 1970 all'Interserie, Mike Hailwood, David Hobbs, Karl von Wendt, Willi Kauhsen ed Emerson Fittipaldi. Claude Swietlik su una T210 vinse il campionato francese di auto sportive nel 1971, mentre Alain de Cadenet ebbe un grave incidente alla Targa Florio nel 1971.
L'ultima vittoria della T210 fu ottenuta dal portoghese Jorge Pego nel 1975 in una gara a Moçâmedes, in Angola.